# Welobby
Welobby (Eigenschreibweise welobby) ist ein gemeinnütziger Verein mit Sitz in Berlin. Ziel des 2018 gegründeten Vereins ist es, nichtkommerzielle und unterrepräsentierte Interessen politisch zu vertreten und durchzusetzen.

## Geschichte
Welobby wurde im Jahr 2018 von dem Webentwickler Niklas Hofmann und dem ehemaligen BDI-Lobbyisten Jan Christian Sahl gegründet. Zudem wurde die Gründung durch ehemalige Spitzenpolitiker wie Norbert Lammert oder Brigitte Zypries unterstützt.

## Ziele und Arbeit
Ziel der Organisation ist es nach eigener Aussage, auch finanziell schwächeren Interessengruppen eine politische Stimme zu verleihen und damit als „Lobby für alle ohne Lobby“ zu fungieren. Zudem soll die Lobbyarbeit für die Öffentlichkeit transparent erfolgen. Lobbyismus wird als „unverzichtbarer Bestandteil einer funktionierenden Demokratie“ anerkannt. Durch mehr Chancengleichheit und bessere Transparenz will Welobby die Lobbyarbeit „demokratisieren“.
Hierzu können Privatpersonen oder Non-Profit-Organisationen Themenvorschläge einreichen, die von Welobby auf ihre juristische und politische Machbarkeit sowie weitere Kriterien überprüft werden. Durchläuft der Vorschlag erfolgreich ein öffentliches Crowdfunding auf der Internetseite von Welobby, beginnt die Lobbyarbeit für das Thema.
Darüber hinaus betreibt der Verein Aufklärungsarbeit zum Thema Lobbyismus, etwa durch Vorträge und Lehrveranstaltungen an Schulen, Universitäten.

## Themen
2018 unterstützte Welobby den Verein PROWO, der in Berlin Plätze für betreutes Wohnen für Menschen mit sozialen Schwierigkeiten anbietet. Da die Mietverträge des Vereins dem Gewerbemietrecht unterlagen, waren die Menschen im betreuen Wohnen mietrechtlich weitgehend ungeschützt. Im Dezember 2018 stimmte der Bundestag nach entsprechender Lobbyarbeit schließlich einer Änderung des Mietrechts zu, der den üblichen Mieterschutz, etwa vor Kündigungen oder Mieterhöhungen, auch auf diesen Personenkreis ausweitete.
Darüber hinaus arbeitet Welobby für politische Maßnahmen zum Kampf gegen Einsamkeit im Alter sowie für bessere gesetzliche Grundlagen alternativer Wohnformen wie Tiny Houses.

## Rezeption
Die Gründung der Organisation stieß auf überwiegend positive mediale Resonanz. Der lobbykritische Verein Lobbycontrol bewertete Welobby als eine „bemerkenswerte, kreative Initiative, die genau an der richtigen Stelle ansetzt“.

## Auszeichnungen
- Social Impact Stipendium 2017[15]
- demokratie.io Wettbewerb vom BMFSFJ und betterplace lab: Gewinnerprojekt 2018[16][17]